# Нижній Городець
Нижній Городець (рос. Нижний Городец) — присілок у Брасовському районі Брянської області Росії. Входить до складу муніципального утворення Веребське сільське поселення.
Населення — 33 особи.
Розташований за 2 км на північний схід від села Чаянка.

## Історія
Згадується з XVII століття в складі Самовської волості Карачевського повіту. У 1778-1782 в Луганському повіті. З 1782 по 1928 рр. — у Дмитрівському повіті Орловської губернії (з 1861 — у складі Хотіївської волості, з 1923 в Глодневській волості).
Колишнє володіння Юрасових, Бек і інших поміщиків. Належав до парафії села Чаянка.
З 1929 року — в Брасовському районі. З 1920-х рр. до 2005 року входив до Чаянської сільради.

## Населення
За найновішими даними, населення — 33 особи (2013).
У минулому чисельність мешканців була такою:
| Роки      | 1858 | 1866 | 1893 | 1920 | 1979 | 1989 | 2002 | 2010 |
| --------- | ---- | ---- | ---- | ---- | ---- | ---- | ---- | ---- |
| Населення | 332  | 345  | 429  | 506  | 224  | 115  | 81   | 39   |